# أليشا فوكس
 فيكتوريا إليزابيث كراوفورد  (بالإنجليزية: Alicia Fox)‏ (مواليد 30 يونيو, 1986) عارضة، ممثلة, ومصارعة محترفة أمريكية حالية، بطلة الديفاز السابقة، تم التوقيع عقد مع دبليو دبليو إي تحت اسم الحلبة  أليشا فوكس, و تؤدي تحت علامة راو .

## روابط خارجية
- أليشا فوكس على موقع IMDb (الإنجليزية)
- أليشا فوكس على موقع قاعدة بيانات الفيلم (الإنجليزية)
- أليشا فوكس على موقع دبليو دبليو إي (الإنجليزية)
- أليشا فوكس على موقع WrestlingData.com (الإنجليزية)
- أليشا فوكس على موقع CageMatch worker (الإنجليزية)
- أليشا فوكس على موقع قاعدة بيانات المصارعة على الإنترنت (الإنجليزية)
- أليشا فوكس على موقع عالم المصارعة على الإنترنت (الإنجليزية)
- أليشا فوكس على موقع عالم المصارعة على الإنترنت (الإنجليزية)